# Frode Grodås
Frode Grodås  (Volda, 1964. október 24. –) norvég válogatott labdarúgó kapus, edző.